# Jack Cleary
Jack Cleary (født 8. august 1995) er en australsk roer.
Cleary var med i den australske dobbeltfirer, der vandt bronze ved OL 2020 i Tokyo. De tre øvrige besætningsmedlemmer i båden var Caleb Antill, Cameron Girdlestone og Luke Letcher. Australierne sikrede sig bronzemedaljerne efter en finale, hvor Holland vandt guld mens Storbritannien tog sølv.

## OL-medaljer
- 2020:  Bronze i dobbeltfirer